# هانسیورگ فلمی
هانسیورگ فلمی (آلمانی: Hansjörg Felmy; ۳۱ ژانویهٔ ۱۹۳۱ – ۲۴ اوت ۲۰۰۷) هنرپیشه اهل آلمان بود.
از فیلم‌ها یا برنامه‌های تلویزیونی که وی در آن نقش داشته‌است می‌توان به پرده پاره اشاره کرد.